# Wagneriana eupalaestra
Wagneriana eupalaestra är en spindelart som först beskrevs av Cândido Firmino de Mello-Leitão 1943.  
Wagneriana eupalaestra ingår i släktet Wagneriana och familjen hjulspindlar. Inga underarter finns listade i Catalogue of Life.